# Intrépide (1747)
Pour les autres navires du même nom, voir L'Intrépide.
L’Intrépide est un vaisseau de ligne de 74 canons à deux ponts de la Marine royale française. Il est construit à Brest par l'architecte naval Blaise-Joseph Ollivier dont c’est l’une des dernières créations. Mis sur cale en 1745, il est lancé en 1747, un an après la mort de son architecte. L’Intrépide participe à la guerre de Succession d'Autriche, à la guerre de Sept Ans puis à celle de l'Indépendance américaine lors de laquelle il est perdu par accident.

## Caractéristiques générales
L’Intrépide est mis en chantier à la fin de la guerre de Succession d'Autriche. C'est le cinquième navire de ce type lancé par la marine française. C'est un vaisseau de force de 74 canons lancé selon les normes définies dans les années 1740 par les constructeurs français pour obtenir un bon rapport coût/manœuvrabilité/armement afin de pouvoir tenir tête à la marine anglaise qui dispose de beaucoup plus de vaisseaux depuis la fin des guerres de Louis XIV. Sans être standardisé, le Glorieux, partage les caractéristiques communes de tous les « 74 canons » construits à des dizaines d’exemplaires jusqu’au début du XIXe siècle et qui évoluent lentement compte tenu des techniques de construction de l’époque et de la volonté des responsables navals d’exploiter au mieux cette excellente catégorie de navire de guerre.
Comme pour tous les vaisseaux de l’époque, sa coque est en chêne. Son gréement, (mâts et vergues) est en pin. Il y a aussi de l’orme, du tilleul, du peuplier et du noyer pour les affûts des canons, les sculptures des gaillards et les menuiseries intérieures. Les cordages (80 tonnes) et les voiles (à peu près 2 500 m2) sont en chanvre. Un deuxième jeu de voiles de secours est prévu en soute. Prévu pour pouvoir opérer pendant des semaines très loin de ses bases européennes s’il le faut, ses capacités de transport sont considérables. Il emporte pour trois mois de consommation d’eau, complétée par six mois de vin. S’y ajoute pour cinq à six mois de vivres, soit plusieurs dizaines de tonnes de biscuits, farine, légumes secs et frais, viande et poisson salé, fromage, huile, vinaigre, sel, sans compter du bétail sur pied qui sera abattu au fur et à mesure de la campagne.
Il dispose sur son pont inférieur de 28 canons de 36 livres (les plus gros calibres en service dans la flotte à cette époque) et de 30 canons de 18 livres sur son pont supérieur. En outre, 16 canons de 8 livres sont répartis sur les gaillards. Cette artillerie en fer pèse 215 tonnes. Pour l’approvisionner au combat, le vaisseau embarque près de 6 000 boulets pesants au total 67 tonnes. Ils sont stockés dans des puits à boulets autour des mâts. S’y ajoutent des boulets ramés, chaînés et beaucoup de mitraille (8 tonnes). Il y a pour finir 20 tonnes de poudre noire, stockée sous forme de gargousses ou en vrac dans les profondeurs du vaisseau. En moyenne, chaque canon dispose de 50 à 60 boulets.

## Histoire

### Guerre de Succession d'Autriche  (1740 - 1748)

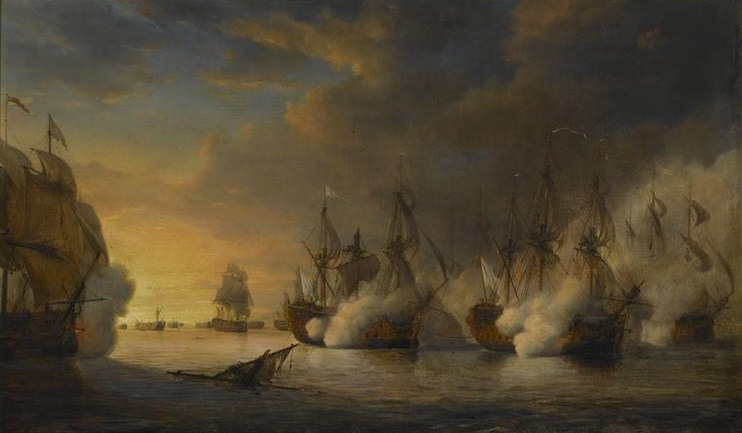
LIntrépide secourant le à la bataille du cap Finisterre.

L’Intrépide participe à la seconde bataille du cap Finisterre, le 25 octobre 1747. Il fait partie d'une division, commandée par Henri-François des Herbiers, comportant 8 vaisseaux dont, outre lui-même, 3 autres navires sont de véritables vaisseaux de force, le Tonnant — 80 canons, vaisseau amiral — et deux autres vaisseaux de 74 canons, le Monarque et le Terrible. Ils sont suivis par 4 vaisseaux de moyenne puissance, de 56 à 68 canons et par une frégate de 26 canons. Ils sont chargés d'escorter aux Antilles un très gros convois commercial de plus de 250 navires. L'adversaire est une escadre britannique, commandée par Edward Hawke, composée de 14 vaisseaux.
L'affrontement dure près de sept heures et voit la capture de 6 vaisseaux français. L’Intrépide, en tête de la ligne française, a peu souffert dans la bataille car il a été le dernier rattrapé par l’escadre britannique. Son capitaine, le très expérimenté marquis de Vaudreuil, permet au navire d'échapper à ses poursuivants et de porter secours au navire amiral, le Tonnant, qui peut se dégager à son tour. À l’aube, l’Intrépide réussit à prendre en remorque le Tonnant. La résistance et la retraite réussie de ces deux navires n'ont pas pour seule origine la qualité de leur commandement. Le Tonnant et l’Intrépide sont des vaisseaux récents, maniables et puissants, sortis depuis peu des chantiers navals et bénéficiant d'une forte avance technologique sur les unités plus anciennes, y compris dans la Royal Navy. Les deux vaisseaux arrivent sur Brest le 9 novembre 1747. Quant au convoi commercial, il réussit à gagner les Antilles. 

### Guerre de Sept Ans (1756 - 1763)

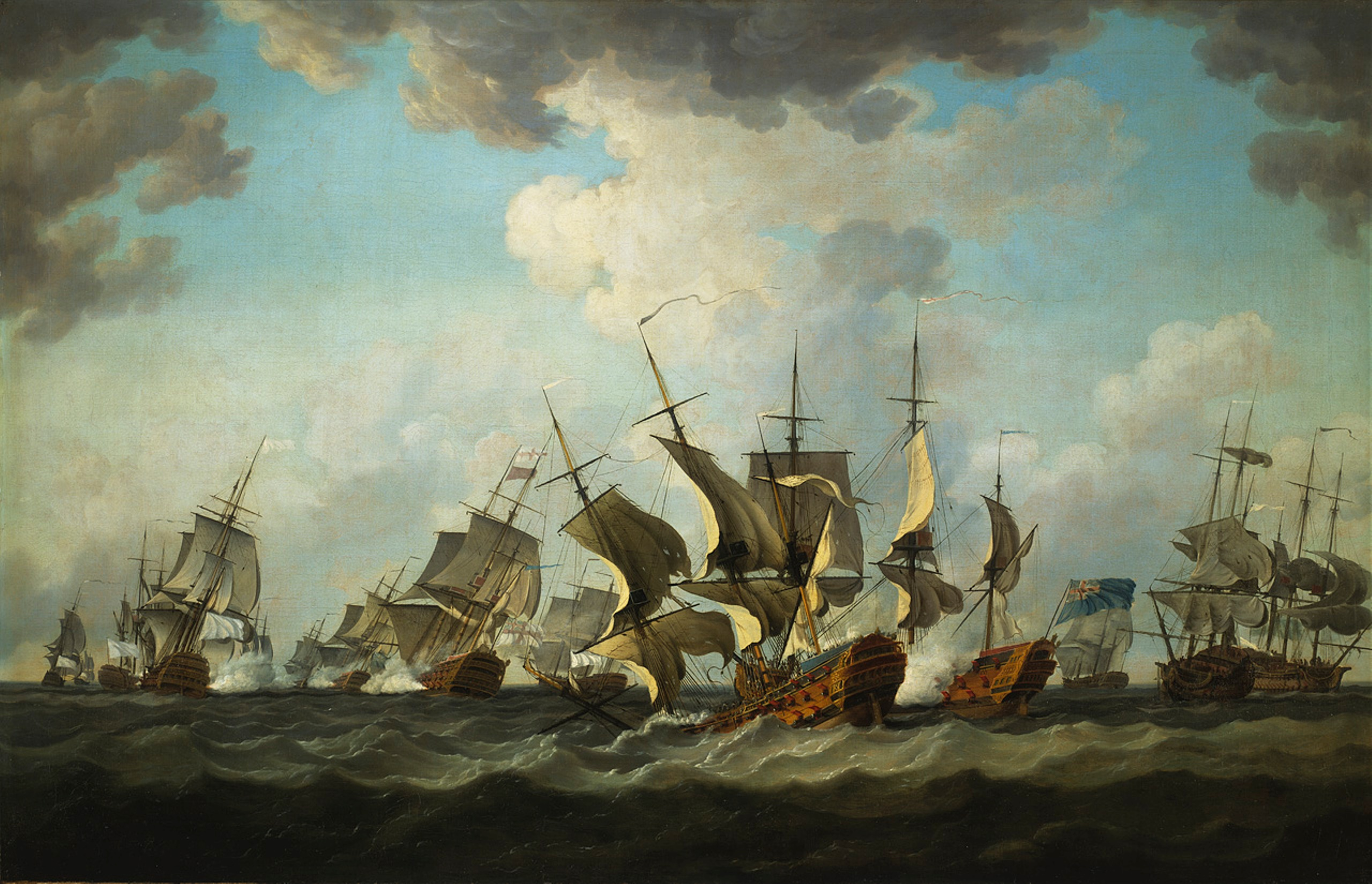
La bataille des Cardinaux, à laquelle participe lIntrépide en 1759.

En 1756 l’Intrépide arrive à sa neuvième année de service. Il est refondu à Brest sous la direction de l’architecte Léon Guignace. Il passe ensuite sous les ordres de Guy François de Kersaint, commandant d’une division qui a pour mission de s’emparer de tous les navires anglais de la côte de Guinée. Après cette mission réussie, l’Intrépide passe aux Antilles. Il est attaqué le 21 octobre 1757, près des Caïques, par trois vaisseaux anglais ; le combat, connu sous le nom de bataille de Cap-Français, dure plusieurs heures et, quoique presque entièrement désemparé et son capitaine atteint de neuf blessures, il contraint son ennemi à la retraite.
En 1759, il fait partie de l’escadre de vingt-et-un vaisseaux du maréchal de Conflans concentrée à Brest en vue d’un débarquement en Angleterre. Il prend part à la bataille des Cardinaux le 20 novembre 1759, commandé par Charles Le Mercerel de Chasteloger et combat aux côtés du Soleil Royal le Royal George, vaisseau-amiral anglais. Au lendemain de la défaite de la flotte française, l’Intrépide fait partie du groupe de huit vaisseaux qui quittent le champ de bataille pour se réfugier à Rochefort.

### Guerre d’indépendance des États-Unis (1775 - 1783)

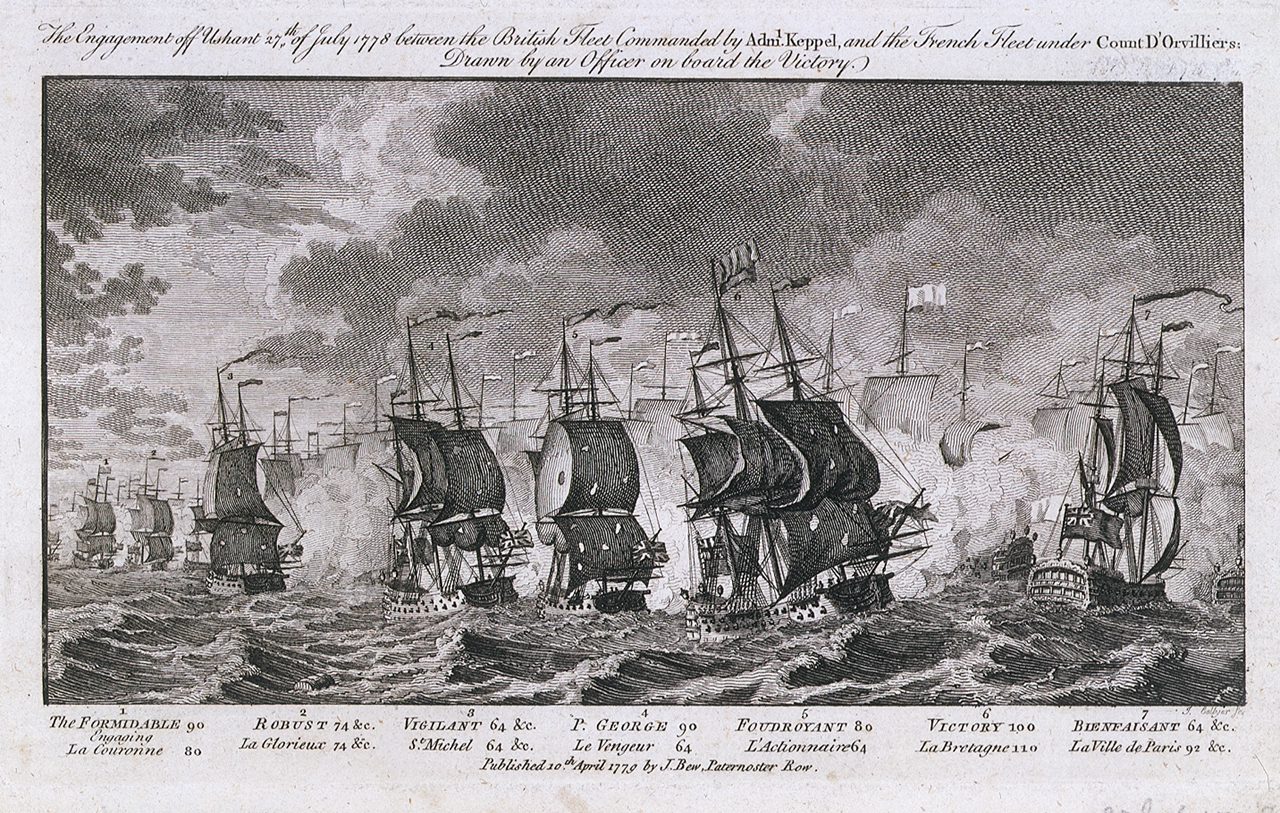
La bataille d’Ouessant en 1778 où l’Intrépide participe sur l’arrière-garde.

En 1775, alors que c’est maintenant un vaisseau très ancien (il entre dans sa vingt-huitième année) l’Intrépide subit une nouvelle refonte ce qui lui permet d’être prêt à être engagé dans la nouvelle guerre qui menace entre la France et l’Angleterre avec la révolte des colonies américaines. De janvier 1776 à mars 1778, l’Intrépide est commandé par François Joseph Paul de Grasse. Il prend part à la bataille d’Ouessant le 27 juillet 1778 sous les ordres de Louis-André de Beaussier de Châteauvert, dans l'escadre bleue, c’est-à-dire l’arrière-garde de la flotte, commandée par Louis-Philippe d’Orléans. L’arrière-garde rate sa manœuvre, mais la bataille est considérée comme une victoire française après la retraite de la Navy.
En 1779, toujours avec le même commandant, l’Intrépide se retrouve dans l’armée navale de d’Orvillier (trente vaisseaux, dix frégates) qui appareille de Brest le 3 juin pour aller faire sa jonction avec la flotte espagnole en vue d’une opération combinée dans la Manche. L’Intrépide fait partie de l’arrière-garde (escadre bleue à croix blanche). L’opération est très lente : la jonction avec la flotte espagnole ne se fait que fin juillet et la formation de cette Armada ne donne rien car il n’y a aucun combat dans la Manche, la flotte anglaise préférant s’esquiver. Le 11 septembre, l’escadre, exténuée, rentre sur Brest après avoir tenu la mer 104 jours. Un conseil de guerre franco-espagnol qui se tient le 3 octobre met un terme à la tentative de débarquement en Angleterre. 
En 1780, l’Intrépide intègre la grande escadre de Guichen qui part combattre aux Antilles. Le 17 avril 1780, l’Intrépide, sous les ordres de Louis Guillaume de Parscau du Plessix, participe à la bataille de la Martinique, cette fois encore dans l’arrière-garde. Ce combat est indécis, tout comme ceux qui suivent, le 15 et le 18 mai. À la fin de la campagne, l’Intrépide ne rentre pas en Europe avec l’escadre de Guichen et passe l’hiver 1780-1781 aux Antilles. On le retrouve à La Havane dans la division de six navires (quatre vaisseaux, deux frégates) que commande le chef d'escadre de Monteil sur le Palmier. En octobre 1780, l’Intrépide participe à l’expédition franco-espagnole qui attaque Pensacola en Floride. La place capitule le 9 mai 1781. Elle reste entre les mains des Espagnols alors que les vaisseaux français, qui prennent le chemin du retour, font un détour à La Havane (28 mai) pour prendre sous escorte jusqu’à Saint-Domingue un convoi de onze navires de commerce. Le 10 juillet, ils arrivent au Cap français où ils font leur jonction avec les forces du comte De Grasse qui viennent de lever le blocus de Fort-Royal et de s’emparer de l'île de Tobago. C’est là que se termine la carrière de l’Intrépide. Le 23 juillet, un incendie se déclare dans une barrique de tafia que l’on remue dans la cale. Le navire s’embrase puis explose. L’Intrépide fait partie des vingt vaisseaux de ligne perdus par la Marine royale lors de la guerre d’Indépendance américaine.